# Magdalena Marsovszky
Magdalena Marsovszky (* in Budapest) ist Publizistin, Kulturwissenschaftlerin und Lehrbeauftragte an der Hochschule Fulda.

## Werdegang
Marsovszky wurde in Budapest geboren und lebt seit 1979 in der Bundesrepublik Deutschland. Sie absolvierte an der Universität Tübingen ein Studium der Kunstgeschichte und Germanistik, das sie 1988 mit einem Magisterexamen beendete. Anschließend studierte sie Öffentliche Kulturarbeit (Kulturpolitik) und Kulturwissenschaften an der Pädagogischen Hochschule Ludwigsburg und schloss dieses Studium 1998 ebenfalls mit einem Magisterexamen ab.
Seit 1990 arbeitet Marsovszky als freie Wissenschaftlerin und Publizistin. Ihre zahlreichen Veröffentlichungen erscheinen in deutscher, ungarischer und englischer Sprache. Texte zum Download finden sich auf der Wissenschaftsplattform Academia. An der Hochschule Fulda hat Marsovszky seit 2011 einen Lehrauftrag im Fachbereich Kultur- und Sozialwissenschaften („Lebenssituation von Sinti und Roma in Südosteuropa im Zeichen eines zunehmenden Antiziganismus“) inne.
In ihren wissenschaftlichen und publizistischen Arbeiten setzt sich Marsovszky aus dem Blickwinkel politischer Kulturforschung mit Ethnizität, essentialistischen Identitätskonstruktionen, völkischer Esoterik, Antisemitismus, Antiziganismus und Faschismus auseinander. Sie bearbeitet vor allem Themen aus der Kultur- und Medienpolitik Ungarns und befasst sich außerdem auch mit Fragen europäischer Integration und kultureller Globalisierung.
Aufgrund ihrer offenen Kritik an nationalistischen Strömungen in der ungarischen Politik und Gesellschaft ist Marsovszky immer wieder heftigen verbalen Angriffen in der ungarischen Presse ausgesetzt.

## Mitgliedschaften
Marsovszky war und ist in verschiedenen kultur- und gesellschaftspolitischen Organisationen aktiv, teilweise als Mitglied von Führungsgremien. Zehn Jahre lang (1996–2007) war sie Mitglied im Sprecherrat der Kulturpolitischen Gesellschaft Landesgruppe Bayern. Seit 2010 ist sie Mitglied im Villigster Forschungsforum zu Nationalsozialismus, Rassismus und Antisemitismus e. V.; von 2010 bis 2014 war sie im Vorstand dieses Vereins. Seit 2014 engagiert sich Marsovszky in der Gesellschaft für Antiziganismusforschung (Projekt: „Völkisches Denken in Ungarn von den Anfängen bis heute mit einem komparativen Blick nach Deutschland“). Sie ist Vorstandsmitglied in der Roma-Bürgerrechtsbewegung für die Republik Ungarn sowie wissenschaftliche Beraterin der Initiative „Leipzig Korrektiv“.

## Veröffentlichungen (Auswahl)
- Medien und Transformationsprozesse in Ungarn. In: Medientransformationsprozesse, Gesellschaftlicher Wandel und Demokratisierung in Südosteuropa. Dokumentation der Jahrestagung des Center for Advanced Central European Studies am 16., 17. und 18. Mai 2001 in Frankfurt (Oder), Reihe: Kulturwissenschaftliche Medienforschung, Bd. 1. (Hrsg.:Dominic Busch), Peter Lang, Frankfurt am Main 2003, S. 391–405, ISBN 978-3-631-50571-7
- Völkisches Denken, antisemitische Mobilisierung und drohende Gewalt in Ungarn. In: Jahrbuch für Antisemitismusforschung. Hrsg. von Wolfgang Benz, Nr. 18, Herbst 2009. Metropol, Berlin 2009, S. 183–211.[9]
- Kapitel: „Jobbik“, „Magyar Gárda“ und „Magyar Igazság és Élet Pártja“. In: Handbuch des Antisemitismus. Judenfeindschaft in Geschichte und Gegenwart. Bd. 5, Organisationen, Institutionen, Bewegungen. (Hrsg. Wolfgang Benz), De Gruyter, Berlin, 2012, ISBN 978-3-598-24078-2
- mit Andreas Koob, Holger Marcks: Mit Pfeil, Kreuz und Krone. Nationalismus und autoritäre Krisenbewältigung in Ungarn. Unrast Verlag, Münster 2013, ISBN 978-3-89771-047-4
- Antiziganismus in Ungarn. In: Sprache, Macht, Rassismus. Hrsg. von Gudrun Hentges, Christina Nottbohm, Mechtild M. Jansen, Jamila Adamou. Berlin: Metropol, 2014, 286–305.
- Die Kultur des Faschismus in Ungarn. In: Aktualität der Faschismustheorie. 23.12.2015: Tagungsdokumentation des Symposiums zu Ehren von Reinhard Kühnl am 10.07.2015 in Marburg organisiert vom Bund demokratischer Wissenschaftlerinnen und Wissenschaftler.